# Antero Manninen
Pour les articles homonymes, voir Manninen.
Antero Manninen est un violoncelliste et un des membres fondateurs du groupe finlandais de metal, Apocalyptica. Il était un des membres officiels mais n'a jamais composé pour le groupe et le quitta officiellement en 1999 à la suite d'engagements antérieurs. Malgré tout il aide le groupe en participant aux tournées.
En plus de son poste dans Apocalyptica, il est également musicien pour Orchestre philharmonique Tapiola Sinfonietta Avanti! et il joua une fois dans l'Orchestre de l'Opéra national finlandais.
Antero joue également dans des funérailles. Actuellement il est membre de l'Orchestre de Lahti.

## Anecdotes
- Il a commencé à jouer du violoncelle dès l'âge de 7 ans.
- Il est connu pour ses lunettes, ce qui lui a valu le surnom de "Mr. Cool" ainsi que "Mystery Manninen". Beaucoup de personnes pensent qu'il est aveugle et muet car il est difficile de trouver une vidéo ou on peut l'entendre parler. Cette rumeur est absolument fausse ; on le voit d'ailleurs s'exprimer dans le second DVD du groupe.

## Discographie avec Apocalyptica
- Plays Metallica by Four Cellos (1996)
- Inquisition Symphony (1998)